# Indianapolis Motor Speedway
Az Indianapolis Motor Speedway egy versenypálya Indianapolis Speedway nevű városrészében, az Egyesült Államokban. A pálya egy 4 kilométer (2,5 mérföld) hosszú ovál. A versenypályán 300 000 férőhely van, ezzel az USA legnagyobb sportstadionja. A pályán rendezik meg az indianapolisi 500-at, a Brickyard 400-at, 2007-ig a Formula–1-es amerikai nagydíjat és 2008-tól a MotoGP indianapolisi nagydíjat.

## Története

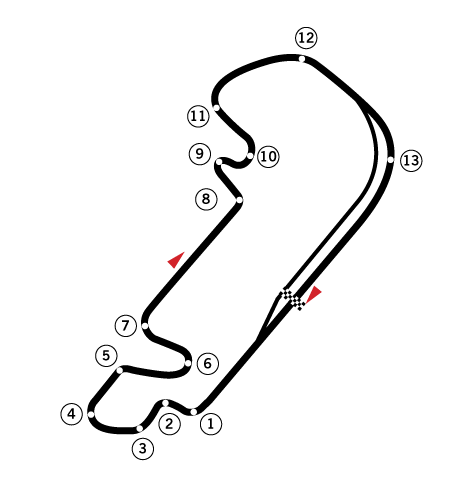
A belső pálya, kombinálva az ovállal a Formula–1 számára

Az USA-ban az első kifejezetten autóversenyre épült versenypályát 1909 augusztusában használták először. A kezdetben kátránnyal és kaviccsal leszórt pályán gyakran történtek halálos balesetek a versenyzőkkel és a nézőkkel egyaránt. A vállalkozó Carl Graham Fisher, aki maga is megszállott autóversenyző volt, a pályát 3,2 millió téglával (bricks) újította fel. 1911 májusában rendezték meg az első indianapolisi 500-at. Az első nyertes Ray Harroun volt 120,060 km/h átlagsebességgel. 1935-ben 15 baleset történt, ami ahhoz vezetett, hogy a pálya téglafelületét aszfalttal borították be. 1950-től 1960-ig a Formula–1 is megfordult az amerikai pályán. Az 1960-as évekig a téglaburkolatot teljesen lefedték aszfalttal, kivéve egy három láb (egy yard) hosszúságú vonalat a célegyenesnél, mely az ovál a The Brickyard nevet kapta.
Az eddigi legnagyobb 385,052 km/h-s átlagsebességű kört Arie Luyendyk érte el 1996-ban. Hat évvel korábban szintén ő 299,307 km/h-s átlagsebességgel nyerte az indianapolisi 500-at, mellyel új rekordot állított fel. A Formula–1 számára 1998-ban alakítottak ki a pálya közepén egy belső pályát, mely a rajt-célegyenes erejéig az oválon vezetett. Emiatt tört ki 2005-ben a „gumibotrány”, mivel a Michelin gumijai nem bírták volna a nagy nyomást a bedöntött kanyarban, és emiatt a versenyen csak három csapat autói indultak el.
2007. július 17-én jelentették be, hogy 2008-ban a MotoGP mezőnye a belső pálya kissé megváltoztatott formáján fog elindulni megfordított irányban. A Formula–1 versenynaptárába azonban azóta sem került vissza a pálya, ám az amerikai nagydíj 2012-ben visszatért a Circuit of the Americas versenypályára.

## Képek

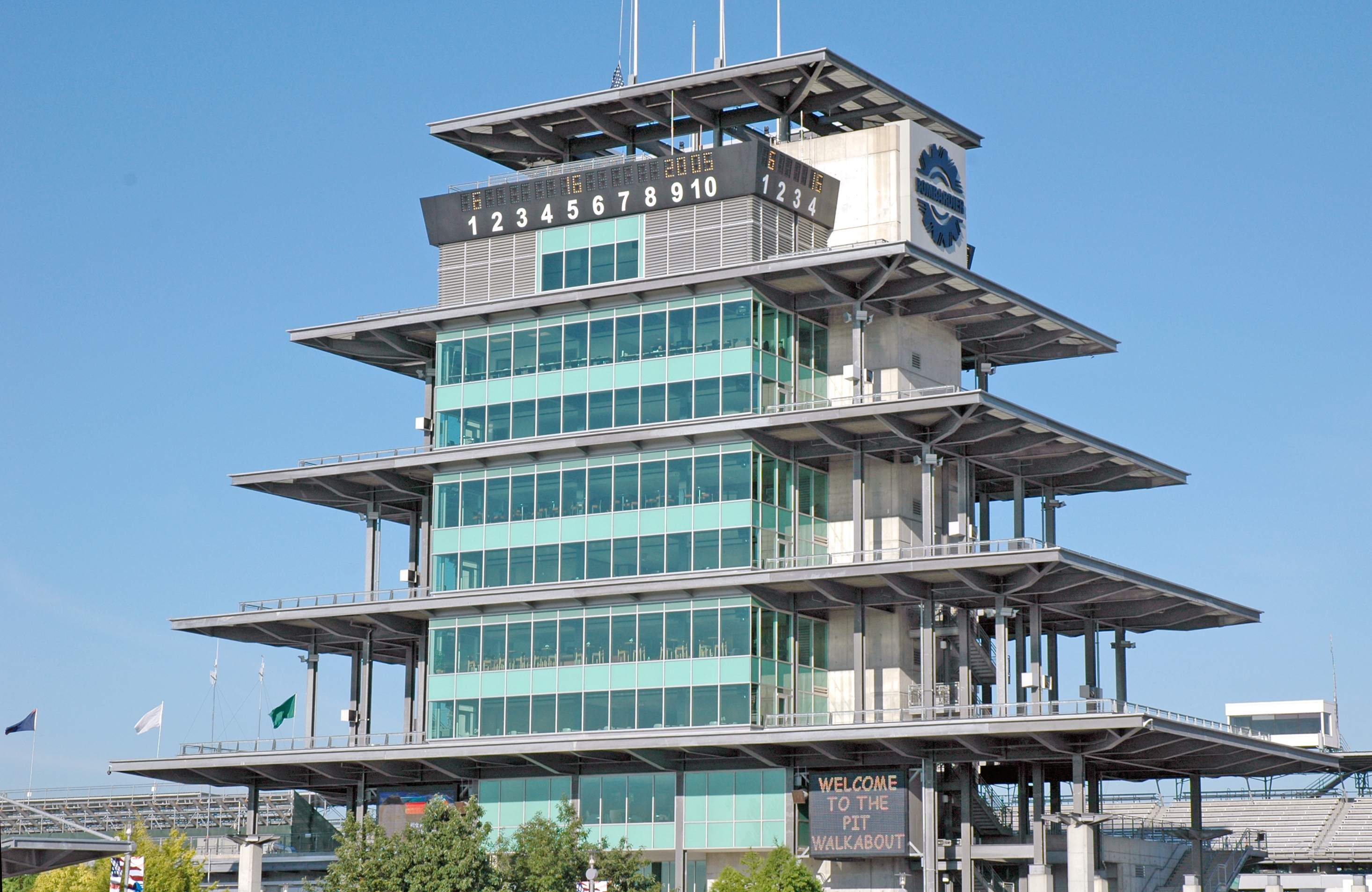
A "pagoda"
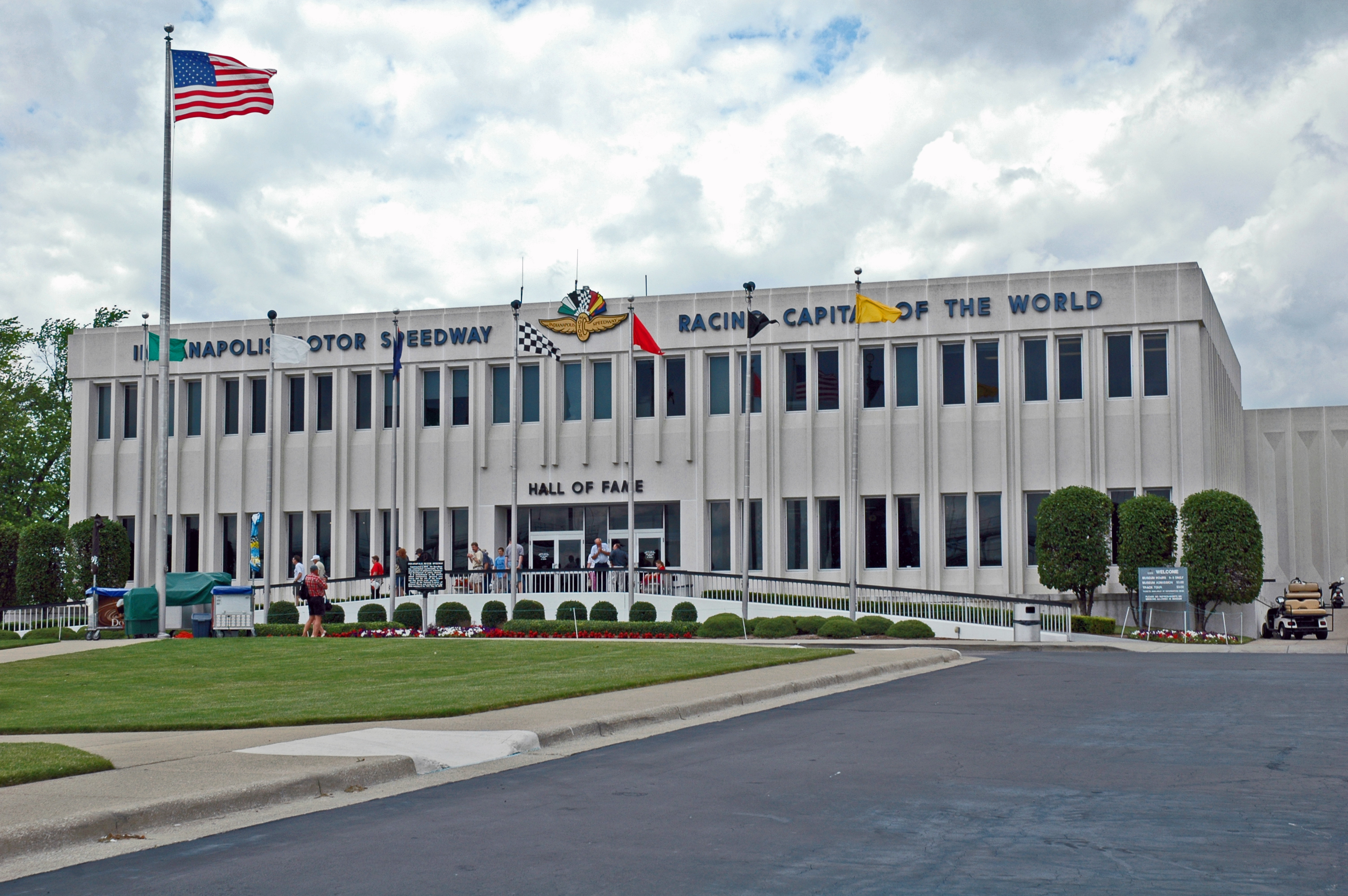
A pályamúzeum
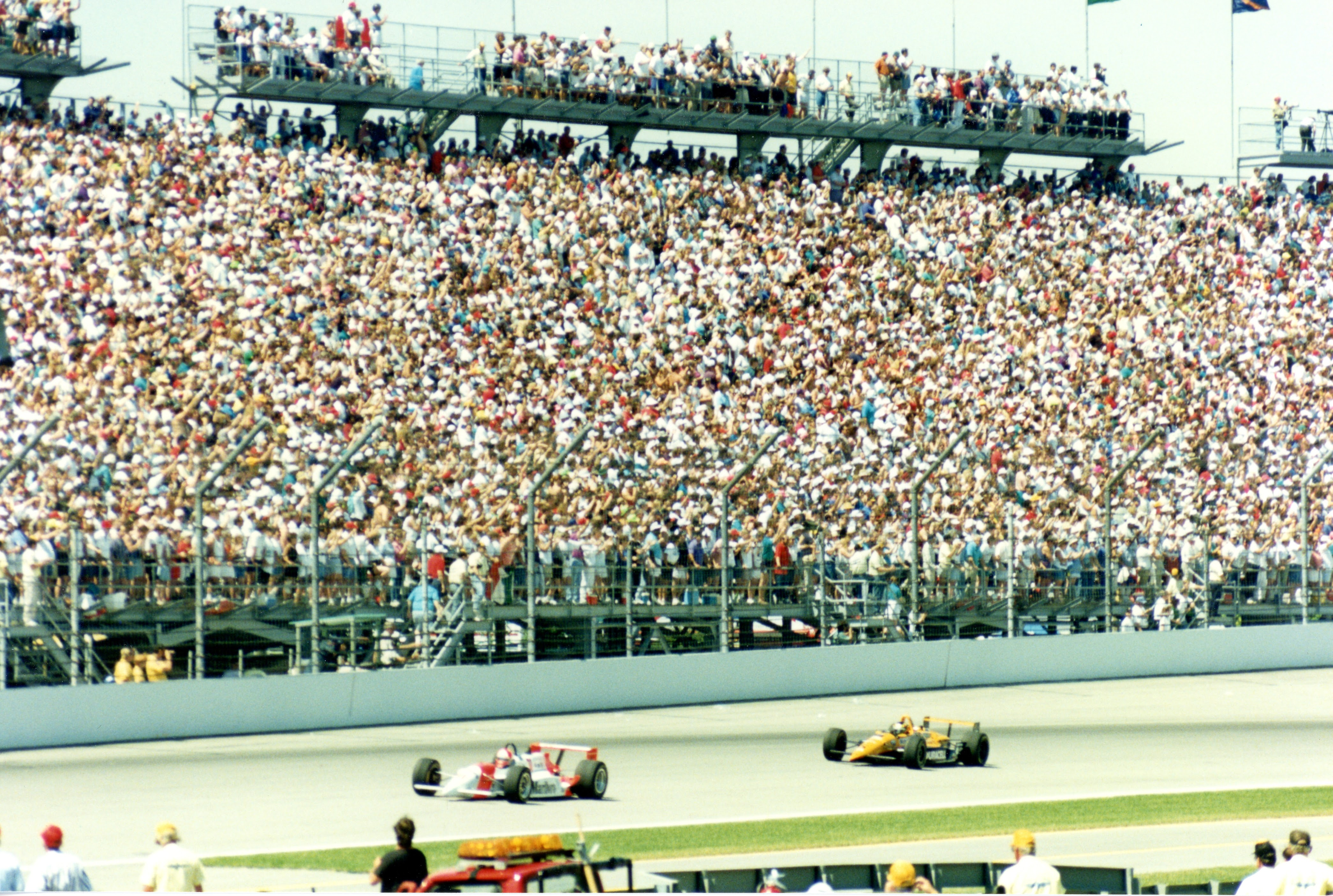
Indy 500-as verseny
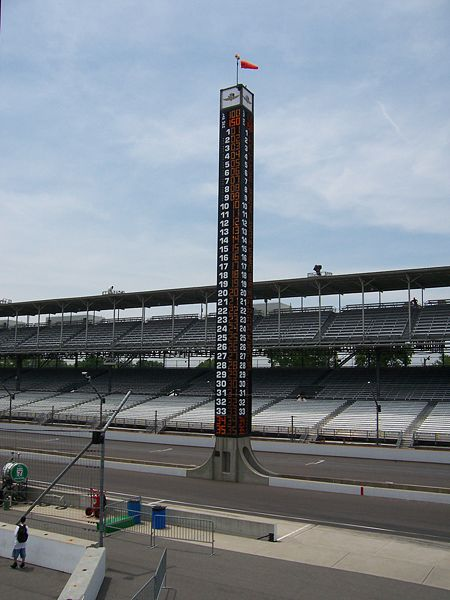
A pilon a célegyenesnél
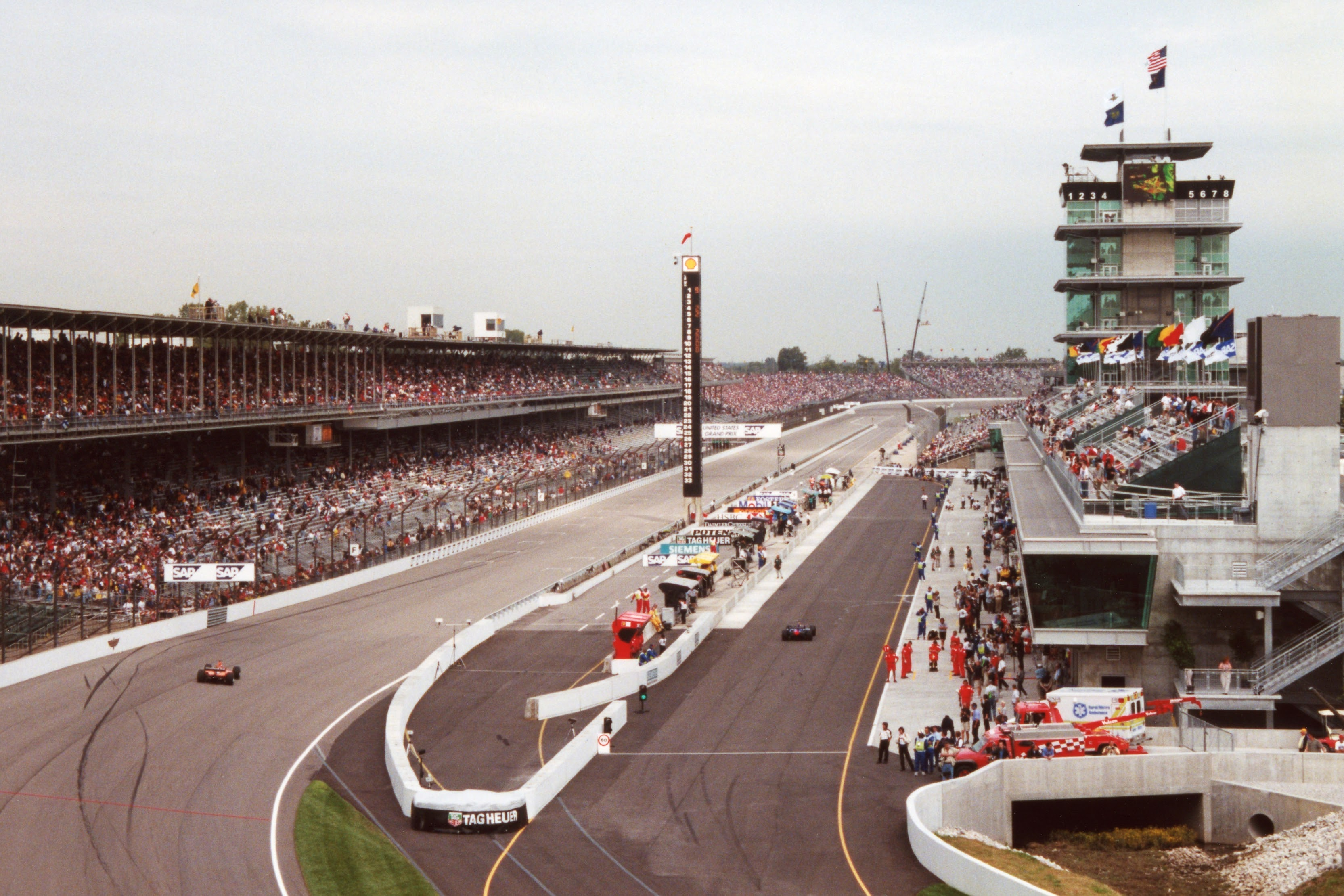
A bokszutca
A 2008-as MotoGP versenyre kialakított pálya vonala
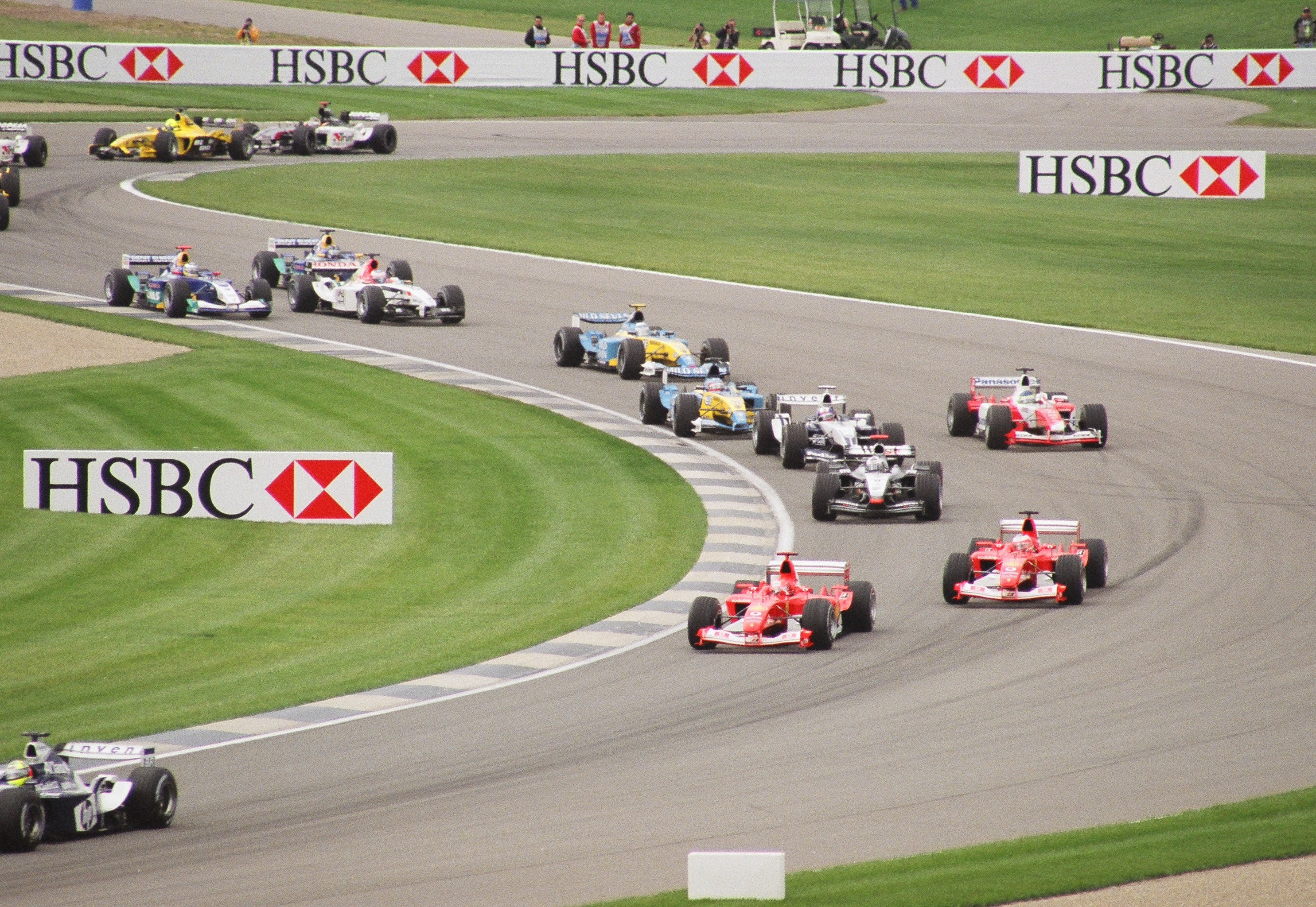
A 2003-as Formula–1 amerikai nagydíj
Az ovális pálya vonala